# Тенсберг
Тенсберг (норв. Tønsberg) је град у Норвешкој. Град је у оквиру покрајине Источне Норвешке и управно седиште је округа Вестфолд, али не највећи град (то је суседни и нешто мањи Сандефјорд).
Према подацима о броју становника из 2011. године у Тенсбергу је живело око 31 хиљаду становника, док у ширем градском подручју живело око 46 хиљада становника.

## Географија
Град Тенсберг се налази у крајње јужном делу Норвешке. Од главног града Осла град је удаљен 100 km јужно од града.
Рељеф: Тенсберг се налази на југозападној обали Скандинавског полуострва. Град се развио на улазу у Ословски фјорд, у приобалној равници, једној од најзначајнијих у Норвешкој. Изнад града се издижу брда. Сходно томе, надморска висина града иде од 0 до 50 м надморске висине.
Клима: Клима у Тенсбергу је умерено континентална са утицајем Атлантика и Голфске струје. Њу одликују благе зиме и хладнија лета.
Воде: Тенсберг се развио као морска лука улазу у велики залив града Осла, Ословски фјорд, део Скагерака, који је, опет, део Северног мора. Дати део залива је одлична природна лука. Град је подељен мањим морским пролазом на већи, копнени и мањи, острвски део.

## Историја
Први трагови насељавања на месту данашњег Тенсберга јављају се у доба праисторије. Данашње насеље основано је у средњем веку, тачније 1130. године. Већ крајем 12. века ту се јавља значајно насеље са луком и трговиштем, па је убрзо опасано бедемима и заштићено тврђавом.
Током петогодишње окупације Норвешке (1940—45) од стране Трећег рајха Тенсберг и његово становништво нису значајније страдали.

## Становништво
Данас Тенсберг има око 31 хиљаду у градским границама и око 46 хиљада у градском подручју. Последњих година број становника у граду се повећава по годишњој стопи од 1%.

## Привреда
Привреда Тенсберга се традиционално заснива на поморству и индустрији. Град је препознатљив по изради предмета од сребра, а значајни су и погони бродоградње, индустрије папира и коже.
Последњих година значај трговине, пословања и услуга је све већи.

## Збирка слика
- Стари, трговачки део Тенсберга
- Градска саборна црква
- Градски торањ
- Градско читалиште